# Лауперсвиль
Лауперсвиль (нем. Lauperswil) — коммуна в Швейцарии, в кантоне Берн. 
Входит в состав округа Зигнау. Население составляет 2663 человека (на 31 декабря 2006 года). Официальный код — 0903.